# Dipartimento dell'Arcipelago di San Andrés, Providencia e Santa Catalina
Il dipartimento dell'Arcipelago di San Andrés, Providencia e Santa Catalina è uno dei 32 dipartimenti della Colombia. Il capoluogo del dipartimento è San Andrés.

## Geografia fisica

Carta topografica della Colombia

Le isole che compongono il dipartimento appartengono ai Caraibi e sono situate nel Mar dei Caraibi a circa 775 km a nord della Colombia e a circa 225 km a est del Nicaragua.
Il dipartimento è costituito dalle isole maggiori di San Andrés e Providencia (quest'ultima include anche Santa Catalina, una piccola isola satellite vicino all'estremità settentrionale dell'isola principale), da sette scogli corallini e da quello sommerso di Alicia Shoal.
In base all'articolo 10 della costituzione colombiana nel dipartimento sono lingue ufficiali, accanto al castigliano, la lingua creola di San Andrés e Providencia che è basata sulla  lingua inglese.
Il dipartimento è stato istituito nel 1991.

## Sovranità
Sulla sovranità delle isole e sui confini marittimi esiste un lungo contenzioso tra Colombia e Nicaragua. Le rivendicazioni degli Stati Uniti, grazie al Guano Islands Act del 1856, sugli atolli Roncador, Serrana e Quita Sueño sono state ritirate nel 1981 quando gli Stati Uniti ne hanno restituito la sovranità alla Colombia.

## Geografia antropica

### Suddivisioni amministrative
Il dipartimento dell'Arcipelago di San Andrés, Providencia e Santa Catalina si compone di 2 comuni:
- San Andrés
- Providencia